# 광양 덕례리 김치조칭송 편액
광양 덕례리 김치조칭송 편액은 대한민국 전라남도 광양시 광양읍에 있다. 2007년 7월 4일 광양시의 향토문화유산 제2호로 지정되었다.

## 개요
이인려란 당호(堂號)의 이 건물은 김치조(金致祚)의 효행을 기리기 위하여 고종 2년(1865) 조정의 명을 받아 건립한 것이며, 현재 김치조(金致祚)의 후손이 인근에 주택을 건립하여 관리하고 있다. 김치조는 3세때 부친을 여의고 홀어머니의 엄한 교육을 받고 자랐는데 어머니가 이질에 걸려 병상에 눕게 되자 백방으로 약초를 구하여 드리고 하늘에 기도하여 냇가에서 잉어를 잡아다 드렸으며 정성껏 간호하여 낫게 하였다.